# Gara di WTCC degli Stati Uniti 2013
La Gara di WTCC degli Stati Uniti 2013 fu il nono round del World Touring Car Championship 2013 e la seconda edizione della gara statunitense. Si tenne l'8 settembre 2013 al Sonoma Raceway, a Sonoma, California, negli Stati Uniti d'America.
Gara-1 venne vinta da Tom Chilton di RML, alla sua prima vittoria in WTCC. In gara-2, invece, il primo gradino del podio fu ottenuto da Gabriele Tarquini con la sua Castrol Honda World Touring Car Team. La Honda si assicurò il campionato costruttori dopo gara-2.

## Vigilia
Muller era al comando del campionato piloti con 132 punti davanti a Michel Nykjær. Muller ebbe la prima opportunità matematica di assicurarsi il quarto titolo personale in gara-2. Nykjær era al primo posto nel Trofeo Yokohama Indipendenti.
Le Honda Civic WTCC guadagnarono 10 kg a causa del sistema di compensazione dei pesi, raggiungendo 1,160 kg. Le SEAT León WTCC persero 10 kg, arrivando a 1,140 kg, quindi sotto al peso base di 1,150 kg. Le Chevrolet, le BMW e le Lada non subirono alcun cambiamento.
Fredy Barth tornò alla Wiechers-Sport, rimpiazzando José María López, mentre Tom Boardman ritornò con la sua Special Tuning Racing.

## Resoconto

### Test e prove libere
Tiago Monteiro fu il più veloce nella sessione di test di venerdì, davanti a Robert Huff. James Thompson danneggiò la sua sospensione a inizio prove e continuò, concludendo 17º.
Pepe Oriola condusse il trio di Chevrolet nella prima sessione di prove libere, davanti a Chilton e Yvan Muller. La sessione fu stoppata presto, quando la ROAL Motorsport di Tom Coronel sbatté contro le barriere alla curva 11.
Muller fu al top nella seconda sessione di prove libere, davanti a Norbert Michelisz e Hugo Valente. La sessione venne brevemente fermata quando il compagno di Valente, Fernando Monje, si schiantò alla curva 9.

### Qualifiche
Monteiro fu il primo pilota a scendere in pista all'inizio delle qualifiche. Alex MacDowall perse il posteriore della sua Chevrolet Cruze all'uscita della curva 1 e uscì dal tracciato, ma riprese ben presto l'asfalto; Fernando Monje e Chilton fecero simili escursioni fuori pista alla prima curva durante la Q1. Muller fu il più veloce in questa fase, con i tre piloti Honda vicini a lui, fin quando Oriola non si inserì al 3º posto. Marc Basseng mise insieme un giro veloce alla fine della sessione, riuscendo così a rientrare nella top 12, mentre Mehdi Bennani fece la stessa cosa a spese di Coronel. Muller fu ancora il più veloce a fine sessione, con le Honda di Monteiro e Michelisz 2º e 3º.
Monteiro fu il primo a segnare il tempo anche in Q2, ma fu velocemente battuto da Muller, poi Chilton si inserì al 2º posto. Dopo il primo tentativo, la maggior parte delle vetture tornò ai box, nel momento in cui Nykjær usciva per segnare il suo tempo. Tarquini segnò solo un giro veloce e si classificò 10º, assicurandosi la pole position per gara-2; Chilton, poi, divenne il più veloce davanti a Muller, ottenendo così la sua prima pole position in WTCC.
Dopo le qualifiche, la posizione di partenza del pilota della NIKA Racing Nykjær e la coppia della Campos Racing (Monje e Valente) furono trovati con regolazioni tecniche irregolari, di conseguenza persero i loro tempi di qualifica e furono costretti a partire dal fondo in entrambe le gare del week-end. Michelisz sarebbe poi partito dal fondo dello schieramento per aver cambiato il motore prima delle qualifiche.

### Warm-up
Michelisz fu il più veloce nella sessione mattiniera del warm-up davanti a Thompson, mentre Chilton fu 6º.

### Gara-1
Chilton mantenne il comando mentre Monteiro passò Muller, salendo al 2º posto. Alla fine del giro Muller fu messo sotto pressione da MacDowall. Bennani si girò al giro 2, con Barth che fece la stessa azione per evitare il pilota della BMW: di conseguenza, entrambi scesero a fondo classifica. Darryl O'Young giunse in pit-lane dopo due giri per le riparazioni. Al giro 3 Monteiro iniziò a battagliare con Chilton per il comando, mentre più indietro Coronel lottava con Huff per il 7º posto. Dal giro 8 si formò un trenino di vetture dietro ad Huff con il suo compagno Basseng che attaccava Coronel. Al giro 10, quest'ultimo riuscì a passare Huff con un piccolo tamponamento al paraurti posteriore della SEAT. Chilton riuscì a convertire la sua prima pole position in WTCC nella prima vittoria, davanti a Monteiro e Muller che completarono il podio. Monje e Barth furono corpo a corpo sulla linea del traguardo, con Monje leggermente davanti, mentre Nykjær concluse 13º dopo essere partito dal fondo della griglia.
Dopo la gara, a Boardman e Monje vennero assegnati 30 secondi di penalità per partenza anticipata, che li hanno relegati rispettivamente dal 12º al 16º posto il primo e dal 21º al 23º il secondo..

### Gara-2
Tarquini si involò davanti a Bennani alla curva 2, mentre René Münnich uscì di pista. Più indietro, Muller iniziò la sua rimonta e ottenne il 6º posto davanti a Monteiro. Al giro-2 Huff rallentò a causa di una foratura alla gomma anteriore destra e tornò in pit-lane. Muller
aveva ormai raggiunto Nash, che però lo teneva a bada, permettendo così a Monteiro di tenere il passo delle Chevrolet. Muller riuscì nel sorpasso al giro 4 al primo tornante, Monteiro poi fece una manovra simile su Nash all'ultima curva. Al giro 5 Coronel passò anche Nash, che si trovava ora al 7º posto quando era 4º nel giro precedente. Charles Ng finiì in testacoda alla curva 6 e dopo aver portato un po' di sabbia in pista riuscì a continuare. Bennani, 2º, venne attaccato da Michelisz, mentre Nash sprofondò ancora più in basso, stavolta sorpassato da Barth al giro 9, dopo che l'inglese era riuscito a difendersi dallo svizzero per due giri. Basseng fu 10º con il ritirato di gara-1, O'Young, che provava a passare la SEAT e con il vincitore di gara-1 Chilton dietro al pilota di Hong Kong. Al giro 11 Michelisz iniziò a lottare con la pressione impressa da Muller dietro di lui, che andò al limite portando sabbia in pista diverse volte nel corso del giro. Chilton fece una sbavatura all'inizio del giro 12, andando lungo ma riuscendo ad evitare O'Young anche mentre riprendeva la pista. Tarquini ottenne la vittoria, con Bennani che si classificò 2º e vinse la gara tra gli indipendenti nonostante avesse avuto problemi al volante nel corso di tutta la gara, mentre Michelisz giunse 3º davanti a Muller. La Honda si assicurò la vittoria del campionato costruttori.

## Risultati

### Qualifiche
| Pos.                 | Nº | Pilota             | Team                                 | Vettura              | Cat. | Q1       | Q2       | Punti |
| -------------------- | -- | ------------------ | ------------------------------------ | -------------------- | ---- | -------- | -------- | ----- |
| 1                    | 23 | Tom Chilton        | RML                                  | Chevrolet Cruze 1.6T |      | 1:46.366 | 1:45.583 | 5     |
| 2                    | 12 | Yvan Muller        | RML                                  | Chevrolet Cruze 1.6T |      | 1:45.941 | 1:45.708 | 4     |
| 3                    | 18 | Tiago Monteiro     | Castrol Honda World Touring Car Team | Honda Civic WTCC     |      | 1:46.340 | 1:46.240 | 3     |
| 4                    | 74 | Pepe Oriola        | Tuenti Racing Team                   | Chevrolet Cruze 1.6T |      | 1:46.510 | 1:46.266 | 2     |
| 5                    | 9  | Alex MacDowall     | bamboo-engineering                   | Chevrolet Cruze 1.6T | Y    | 1:46.877 | 1:46.411 | 1     |
| 6                    | 14 | James Nash         | bamboo-engineering                   | Chevrolet Cruze 1.6T | Y    | 1:46.957 | 1:46.565 |       |
| 7                    | 5  | Norbert Michelisz  | Zengő Motorsport                     | Honda Civic WTCC     |      | 1:46.346 | 1:46.648 |       |
| 8                    | 1  | Robert Huff        | ALL-INKL.COM Münnich Motorsport      | SEAT León WTCC       |      | 1:46.736 | 1:46.659 |       |
| 9                    | 3  | Gabriele Tarquini  | Castrol Honda World Touring Car Team | Honda Civic WTCC     |      | 1:46.716 | 1:46.865 |       |
| 10                   | 25 | Mehdi Bennani      | Proteam Racing                       | BMW 320 TC           | Y    | 1:46.788 | 1:46.919 |       |
| 11                   | 38 | Marc Basseng       | ALL-INKL.COM Münnich Motorsport      | SEAT León WTCC       |      | 1:46.600 | 1:47.711 |       |
| 12                   | 15 | Tom Coronel        | ROAL Motorsport                      | BMW 320 TC           |      | 1:47.038 |          |       |
| 13                   | 73 | Fredy Barth        | Wiechers-Sport                       | BMW 320 TC           | Y    | 1:47.078 |          |       |
| 14                   | 55 | Darryl O'Young     | ROAL Motorsport                      | BMW 320 TC           | Y    | 1:47.126 |          |       |
| 15                   | 6  | Franz Engstler     | Liqui Moly Team Engstler             | BMW 320 TC           | Y    | 1:47.277 |          |       |
| 16                   | 10 | James Thompson     | Lukoil Lada Sport                    | Lada Granta WTCC     |      | 1:47.583 |          |       |
| 17                   | 26 | Stefano D'Aste     | PB Racing                            | BMW 320 TC           | Y    | 1:47.637 |          |       |
| 18                   | 7  | Charles Ng         | Liqui Moly Team Engstler             | BMW 320 TC           | Y    | 1:47.892 |          |       |
| 19                   | 8  | Mikhail Kozlovskiy | Lukoil Lada Sport                    | Lada Granta WTCC     |      | 1:48.070 |          |       |
| 20                   | 37 | René Münnich       | ALL-INKL.COM Münnich Motorsport      | SEAT León WTCC       | Y    | 1:48.279 |          |       |
| 21                   | 22 | Tom Boardman       | Special Tuning Racing                | SEAT León WTCC       | Y    | 1:48.530 |          |       |
| Tempo 107%: 1:56.799 |    |                    |                                      |                      |      |          |          |       |
| ES                   | 17 | Michel Nykjær      | NIKA Racing                          | Chevrolet Cruze 1.6T | Y    | Escluso  |          |       |
| ES                   | 19 | Fernando Monje     | Campos Racing                        | SEAT León WTCC       | Y    | Escluso  |          |       |
| ES                   | 20 | Hugo Valente       | Campos Racing                        | SEAT León WTCC       | Y    | Escluso  |          |       |

- Il pilota in grassetto indica l'autore della pole position per gara-2.

NOTA - Nykjær, Monje e Valente vengono esclusi dalle qualifiche per irregolarità tecniche.

### Gara-1
| Pos. | Nº | Pilota             | Team                                 | Vettura              | Cat. | Giri | Tempo/Ritirato | Griglia | Punti |
| ---- | -- | ------------------ | ------------------------------------ | -------------------- | ---- | ---- | -------------- | ------- | ----- |
| 1    | 23 | Tom Chilton        | RML                                  | Chevrolet Cruze 1.6T |      | 13   | 23:24.716      | 1       | 25    |
| 2    | 18 | Tiago Monteiro     | Castrol Honda World Touring Car Team | Honda Civic WTCC     |      | 13   | +2.161         | 3       | 18    |
| 3    | 12 | Yvan Muller        | RML                                  | Chevrolet Cruze 1.6T |      | 13   | +6.534         | 2       | 15    |
| 4    | 9  | Alex MacDowall     | bamboo-engineering                   | Chevrolet Cruze 1.6T | Y    | 13   | +10.659        | 5       | 12    |
| 5    | 14 | James Nash         | bamboo-engineering                   | Chevrolet Cruze 1.6T | Y    | 13   | +12.676        | 6       | 10    |
| 6    | 3  | Gabriele Tarquini  | Castrol Honda World Touring Car Team | Honda Civic WTCC     |      | 13   | +14.897        | 8       | 8     |
| 7    | 15 | Tom Coronel        | ROAL Motorsport                      | BMW 320 TC           |      | 13   | +18.530        | 11      | 6     |
| 8    | 1  | Robert Huff        | ALL-INKL.COM Münnich Motorsport      | SEAT León WTCC       |      | 13   | +21.561        | 7       | 4     |
| 9    | 38 | Marc Basseng       | ALL-INKL.COM Münnich Motorsport      | SEAT León WTCC       |      | 13   | +22.558        | 10      | 2     |
| 10   | 26 | Stefano D'Aste     | PB Racing                            | BMW 320 TC           | Y    | 13   | +23.266        | 16      | 1     |
| 11   | 74 | Pepe Oriola        | Tuenti Racing Team                   | Chevrolet Cruze 1.6T |      | 13   | +26.219        | 4       |       |
| 12   | 17 | Michel Nykjær      | NIKA Racing                          | Chevrolet Cruze 1.6T | Y    | 13   | +35.488        | 22      |       |
| 13   | 20 | Hugo Valente       | Campos Racing                        | SEAT León WTCC       | Y    | 13   | +37.826        | 23      |       |
| 14   | 10 | James Thompson     | Lukoil Lada Sport                    | Lada Granta WTCC     |      | 13   | +40.811        | 15      |       |
| 15   | 73 | Fredy Barth        | Wiechers-Sport                       | BMW 320 TC           | Y    | 13   | +41.469        | 12      |       |
| 16   | 7  | Charles Ng         | Liqui Moly Team Engstler             | BMW 320 TC           | Y    | 13   | +41.971        | 17      |       |
| 17   | 6  | Franz Engstler     | Liqui Moly Team Engstler             | BMW 320 TC           | Y    | 13   | +42.242        | 14      |       |
| 18   | 25 | Mehdi Bennani      | Proteam Racing                       | BMW 320 TC           | Y    | 13   | +42.805        | 9       |       |
| 19   | 8  | Mikhail Kozlovskiy | Lukoil Lada Sport                    | Lada Granta WTCC     |      | 13   | +43.997        | 18      |       |
| 20   | 5  | Norbert Michelisz  | Zengő Motorsport                     | Honda Civic WTCC     |      | 13   | +48.934        | 21      |       |
| 21   | 22 | Tom Boardman       | Special Tuning Racing                | SEAT León WTCC       | Y    | 13   | +56.653        | 20      |       |
| 22   | 37 | René Münnich       | ALL-INKL.COM Münnich Motorsport      | SEAT León WTCC       | Y    | 13   | +1:08.203      | 19      |       |
| 23   | 19 | Fernando Monje     | Campos Racing                        | SEAT León WTCC       | Y    | 13   | +1:11.457      | 24      |       |
| Rit  | 55 | Darryl O'Young     | ROAL Motorsport                      | BMW 320 TC           | Y    | 5    | Incidente      | 13      |       |

- Il pilota in grassetto indica l'autore del giro più veloce.

### Gara-2
| Pos. | Nº | Pilota             | Team                                 | Vettura              | Cat. | Giri | Tempo/Ritirato | Griglia | Punti |
| ---- | -- | ------------------ | ------------------------------------ | -------------------- | ---- | ---- | -------------- | ------- | ----- |
| 1    | 3  | Gabriele Tarquini  | Castrol Honda World Touring Car Team | Honda Civic WTCC     |      | 13   | 23:40.401      | 2       | 25    |
| 2    | 25 | Mehdi Bennani      | Proteam Racing                       | BMW 320 TC           | Y    | 13   | +2.434         | 1       | 18    |
| 3    | 5  | Norbert Michelisz  | Zengő Motorsport                     | Honda Civic WTCC     |      | 13   | +4.099         | 4       | 15    |
| 4    | 12 | Yvan Muller        | RML                                  | Chevrolet Cruze 1.6T |      | 13   | +4.606         | 9       | 12    |
| 5    | 18 | Tiago Monteiro     | Castrol Honda World Touring Car Team | Honda Civic WTCC     |      | 13   | +4.941         | 8       | 10    |
| 6    | 15 | Tom Coronel        | ROAL Motorsport                      | BMW 320 TC           |      | 13   | +7.735         | 12      | 8     |
| 7    | 73 | Fredy Barth        | Wiechers-Sport                       | BMW 320 TC           | Y    | 13   | +14.165        | 13      | 6     |
| 8    | 14 | James Nash         | bamboo-engineering                   | Chevrolet Cruze 1.6T | Y    | 13   | +17.865        | 5       | 4     |
| 9    | 38 | Marc Basseng       | ALL-INKL.COM Münnich Motorsport      | SEAT León WTCC       |      | 13   | +18.746        | 11      | 2     |
| 10   | 26 | Stefano D'Aste     | PB Racing                            | BMW 320 TC           | Y    | 13   | +19.234        | 17      | 1     |
| 11   | 23 | Tom Chilton        | RML                                  | Chevrolet Cruze 1.6T |      | 13   | +20.858        | 10      |       |
| 12   | 55 | Darryl O'Young     | ROAL Motorsport                      | BMW 320 TC           | Y    | 13   | +22.239        | 14      |       |
| 13   | 9  | Alex MacDowall     | bamboo-engineering                   | Chevrolet Cruze 1.6T | Y    | 13   | +24.265        | 6       |       |
| 14   | 20 | Hugo Valente       | Campos Racing                        | SEAT León WTCC       | Y    | 13   | +24.436        | 23      |       |
| 15   | 19 | Fernando Monje     | Campos Racing                        | SEAT León WTCC       | Y    | 13   | +31.098        | 24      |       |
| 16   | 10 | James Thompson     | Lukoil Lada Sport                    | Lada Granta WTCC     |      | 13   | +32.650        | 16      |       |
| 17   | 17 | Michel Nykjær      | NIKA Racing                          | Chevrolet Cruze 1.6T | Y    | 13   | +32.794        | 22      |       |
| 18   | 8  | Mikhail Kozlovskiy | Lukoil Lada Sport                    | Lada Granta WTCC     |      | 13   | +47.352        | 19      |       |
| 19   | 37 | René Münnich       | ALL-INKL.COM Münnich Motorsport      | SEAT León WTCC       | Y    | 13   | +47.553        | 20      |       |
| 20   | 1  | Robert Huff        | ALL-INKL.COM Münnich Motorsport      | SEAT León WTCC       |      | 12   | +1 giro        | 3       |       |
| 21   | 74 | Pepe Oriola        | Tuenti Racing Team                   | Chevrolet Cruze 1.6T |      | 10   | +3 giri        | 7       |       |
| 22   | 22 | Tom Boardman       | Special Tuning Racing                | SEAT León WTCC       | Y    | 9    | +4 giri        | 21      |       |
| Rit  | 7  | Charles Ng         | Liqui Moly Team Engstler             | BMW 320 TC           | Y    | 6    | Incidente      | 18      |       |
| Rit  | 6  | Franz Engstler     | Liqui Moly Team Engstler             | BMW 320 TC           | Y    | 2    | Incidente      | 15      |       |

- Il pilota in grassetto indica l'autore del giro più veloce.

## Classifiche dopo l'evento
Campionato piloti
|   | Pos. | Pilota            | Punti |
| - | ---- | ----------------- | ----- |
|   | 1    | Yvan Muller       | 343   |
| 1 | 2    | Gabriele Tarquini | 199   |
| 1 | 3    | Michel Nykjær     | 180   |
|   | 4    | James Nash        | 160   |
| 1 | 5    | Tom Chilton       | 160   |

Trofeo Yokohama Indipendenti
|  | Pos. | Pilota         | Punti |
|  | ---- | -------------- | ----- |
|  | 1    | Michel Nykjær  | 134   |
|  | 2    | James Nash     | 134   |
|  | 3    | Alex MacDowall | 103   |
|  | 4    | Mehdi Bennani  | 71    |
|  | 5    | Stefano D'Aste | 69    |

Campionato costruttori
|  | Pos. | Costruttore | Punti |
|  | ---- | ----------- | ----- |
|  | 1    | Honda       | 756   |
|  | 2    | Lada        | 456   |

- Note: Solo le prime cinque posizioni sono incluse in entrambe le classifiche piloti qui presenti.